# Platyscapa awekei
Platyscapa awekei är en stekelart som beskrevs av Wiebes 1977. Platyscapa awekei ingår i släktet Platyscapa och familjen fikonsteklar.
Artens utbredningsområde är Etiopien. Inga underarter finns listade i Catalogue of Life.